# パーフェクト・ドライバー/成功確率100%の女
『パーフェクト・ドライバー/成功確率100%の女』（原題：특송、英題：Special Delivery）は、2022年公開の韓国のクライムアクション映画。
M Picturesのもとで、Park Dae-minが脚本を執筆し、監督を務めた。パク・ソダム、ソン・セビョク、キム・ウィソンらが出演し、成功率100％の配達ドライバー（パク・ソダム）が、幼い子供（チョン・ヒョンジュン）が自分の車に乗り込んだことで思わぬ事件に巻き込まれることになる。
韓国では、2022年1月12日に劇場公開された。
2022年1月26日から2月6日まで開催された第51回ロッテルダム国際映画祭のハーバー部門（Harbour section）に正式招待された。
韓国における興行収入は346万米ドルを記録し、観客動員者数は43万9177人に達した。

## あらすじ
ウナは、ワケありの荷物を100％配達する実績を持つ配達員である。ある日、彼女はソウルの賭博に関わる依頼人を迎えに行くが、待ち合わせ場所で依頼人の息子であるキム・ソウォンと出会う。
一方、警察官だが賭博取引の黒幕であるギョンピルは、3千万米ドルが入った銀行口座のセキュリティキーを取り戻すため、ソウォンを執拗に追い始める。しぶしぶながらもウナは、ギョンピルからソウォンを守るために奔走することになる。

## キャスト
※括弧内は日本語吹替。
- チャン・ウナ - パク・ソダム[4]（森千晃）

ワケありの荷物を100％配達する実績を持つ配送ドライバー
- チョ・ギョンピル - ソン・セビョク（英語版）（佐藤せつじ）

ウナを追う悪徳警官
- ペク・カンチョル - キム・ウィソン[5]（水島裕）

特殊配送会社「ペクガン産業」の社長
- キム・ソウォン - チョン・ヒョンジュン[6]（藤野彩水）
- キム・ドゥシク - ヨン・ウジン（白石兼斗）

特別な依頼人。ソウォンの父
- ハン・ミヨン - ヨム・ヘラン（英語版）[7]（和優希）

ウナを追う国家情報院の職員
- アシフ - ハン・ヒョンミン[8]

特急車両修理専門家

### 特別出演
- ユ・スンホ[9]
- チョン・ソクホ（英語版）
- チェ・ドクムン（英語版）

日本語吹替その他：宮崎遊、石黒史剛、堀総士郎、上住谷崇、星祐樹、岡本幸輔、弘松芹香
日本語版制作スタッフ 演出：神本忠弘、翻訳：小西朋子、制作：HALF H・P STUDIO

## 製作
2019年5月29日から制作を開始し、パク・ソダムやソン・セビョク、キム・ウィソン、チョン・ヒョンジュンの出演が決定した。さらに、この犯罪アクション映画の監督には、Park Dae-minが起用された。パク・ソダムとチョン・ヒョンジュンは、2019年の映画『パラサイト 半地下の家族』以来の共演となる。その後、ヨン・ウジンやヨム・ヘラン、ハン・ヒョンミンが脇役として本作のキャスト陣に名を連ねた。この映画の主要撮影は、2019年5月29日に開始された。同年6月4日には、台本を読み合わせている際の写真が公開された。

## 音楽
本作のオリジナル・サウンドトラックは、2022年1月5日に発売された。音楽監督のHwang Sang-joonは、『影の殺人』（2009年）、『キム・ソンダル 大河を売った詐欺師たち』（2016年）に続き、Park Dae-min監督と組むのは3度目となる。試写を観た観客からは、音楽に対して高い評価を得た。

### オリジナル・サウンドトラック
| #         | タイトル                      | 作詞      | 作曲・編曲 | Artist         | 時間 |
| --------- | ----------------------------- | --------- | ---------- | -------------- | ---- |
| 1.        | 「Follow You」                |           |            | Cardigan Club  | 3:52 |
| 2.        | 「Make Your Money, Shake It」 |           |            | Black Gatsby   | 2:54 |
| 3.        | 「Can You Drive?」            |           |            | Hwang Sang-jun | 1:03 |
| 4.        | 「First Express」             |           |            | Hwang Sang-jun | 2:22 |
| 5.        | 「Delivery」                  |           |            | Eunji Park     | 3:21 |
| 6.        | 「Villain」                   |           |            | Eunji Park     | 3:05 |
| 7.        | 「No Problem」                |           |            | Taehyun Lee    | 3.26 |
| 8.        | 「Speed1」                    |           |            | Hwang Sang-jun | 2:01 |
| 9.        | 「Speed2」                    |           |            | Hwang Sang-jun | 3:21 |
| 10.       | 「Drop」                      |           |            | Taehyun Lee    | 3:42 |
| 11.       | 「Villain Ver2」              |           |            | Eunji Park     | 2:36 |
| 12.       | 「Smog」                      |           |            | Hwang Sang-jun | 4:35 |
| 13.       | 「Parking Lot Action」        |           |            | Eunji Park     | 3:37 |
| 14.       | 「My Partner」                |           |            | Hwang Sang-jun | 1:23 |
| 15.       | 「Express Epilogue」          |           |            | Eunji Park     | 2:13 |
| 合計時間: | 合計時間:                     | 合計時間: | 43:31      |                |      |

## 公開
当初、2022年1月5日に劇場公開が予定されていたが、1週間後の1月12日に延期された。
2022年1月26日から2月6日まで開催された第51回ロッテルダム国際映画祭のハーバー部門に正式招待され、同年4月22日から30日まで行われた第24回ウーディネ極東映画祭ではコンペ部門に出品された。さらに、世界47か国に先行販売されることになった。韓国で1月12日に公開された後、香港やシンガポール、モンゴルでは1月13日と14日に、インドネシアと台湾ではそれぞれ1月19日と28日に劇場公開された。また、第26回ファンタジア国際映画祭にも招待され、2022年7月14日に北米で初上映された。
第40回ブリュッセル国際ファンタスティック映画祭のスリラーコンペティション部門に出品され、2022年9月6日にベルギーで初上映された。

### 家庭用記憶媒体
2022年2月4日からIP放送（Olleh TV、B TV、LG U+ TV）や、Home Choice、TVING、Naver TV、WAVVE、Google Play、KT skylife、Cinefox、KakaoPageでストリーミング配信が開始された。

## 評価

### 興行収入
本作は、2021年1月12日に995館ものスクリーンで公開が始まった。韓国映画振興委員会（Kofic）の統合コンピューターネットワークによると、233,462人の観客者動員数を記録した本作は、公開初週の週末における韓国の興行成績で初登場2位となった。
2022年7月5日現在、443,177人の観客動員数とともに325万米ドルの興行収入を記録している。

### 批評家の反応
京郷新聞のペク・スンチャン記者は、パク・ソダムとソン・セビョクの演技を高く評価した。本作をアメリカ映画の『ベイビー・ドライバー』（2017年）や『ドライヴ』（2011年）と比較したペク記者は本作について面白いと言及し、「韓国の文化的特性を生かした場面設計には興味深いものがある」と述べた。しかし、彼はこの映画における子どもの扱い方については批判的で、「この映画は、社会的弱者と子どもの窮状を、ジャンル映画に適した組み合わせとして安易に利用している」と文末で述べた。

## 受賞・ノミネート歴
| 年   | 賞                                       | 部門                                | 候補対象                                      | 結果       | Ref.          |
| ---- | ---------------------------------------- | ----------------------------------- | --------------------------------------------- | ---------- | ------------- |
| 2022 | 第58回百想芸術大賞                       | Best Actress                        | パク・ソダム                                  | ノミネート | [ 27 ] [ 28 ] |
| 2022 | 第58回百想芸術大賞                       | Best Technical Award (Martial Arts) | Choi Seong-gyeom                              | ノミネート | [ 27 ] [ 28 ] |
| 2022 | 第26回ファンタジア国際映画祭             | Jury’s Special Mention              | 『パーフェクト・ドライバー/成功確率100%の女』 | 受賞       | [ 29 ] [ 30 ] |
| 2022 | ブリュッセル国際ファンタスティック映画祭 | Black Raven                         | 『パーフェクト・ドライバー/成功確率100%の女』 | ノミネート | [ 21 ]        |
| 2022 | 春史大賞映画祭2022                       | Best Actress                        | パク・ソダム                                  | ノミネート | [ 31 ]        |
| 2022 | 第43回青龍映画賞                         | Best Actress                        | パク・ソダム                                  | ノミネート | [ 32 ]        |
| 2022 | 第58回大鐘賞                             | 最優秀女優賞                        | パク・ソダム                                  | ノミネート | [ 33 ] [ 34 ] |